# بيراليدا ديل زاوكيجو
بلدية بيراليدا ديل زاوكيجو (بالإسبانية: Peraleda del Zaucejo)‏, هي إحدى بلديات مقاطعة بطليوس, التي تقع في منطقة إكستريمادورا, والتي تقع في غرب إسبانيا.
يبلغ عدد سكانها 634 نسمة وفقاً لإحصائية سنة (2002).